# متمم کری و فینگولد
متمم کری و فینگولد (ژوئن۲۰۰۶) خروج نیروهای مسلح آمریکا از عراق را تا ژوئیه۲۰۰۷ به استثنای چند مورد برای حفظ امنیت پیشنهاد کرد. این پیشنهاد در سنای ایالات متحده با ۸۶رای موافق در مقابل ۱۳رای مخالف شکست خورد.

## خلاصه رای
- سؤال: در مورد اصلاحیه (متمم کری. شماره ۴۴۴۲)
- تعداد رای: ۱۸۱
- تاریخ رای: ۲۲ ژوئن ۲۰۰۶، ۱۱:۰۷ صبح
- مورد نیاز برای اکثریت: ۱/۲
- نتیجه رای: اصلاحیه رد شد
- شماره اصلاحیه: S.Amdt. 4442 به S. 2766 (قانون مجوز دفاع ملی برای سال مالی ۲۰۰۷)[۲]

### بیانیه ای از هدف
نیاز باستقرار مجدد نیروهای مسلح ایالات متحده ازعراق بمنظور پیشبرد راه حل سیاسی درعراق، تشویق مردم عراق برای تأمین امنیت خود و دستیابی به پیروزی در جنگ علیه تروریسم.

### تعداد آرا
- بله: ۱۳
- خیر: ۸۶
- رای ندادن: ۱ [۲]